# Joe Arridy
Joe Arridy (29 de abril de 1915 - 6 de enero de 1939)  fue un hombre estadounidense que fue falsamente condenado y ejecutado injustamente por violación y asesinato en 1936 de Dorothy Drain, una niña de 15 años en Pueblo, Colorado. Fue manipulado por la policía para hacer una confesión falsa debido a sus discapacidades mentales. Arridy tenía una discapacidad mental y tenía 23 años cuando fue ejecutado el 6 de enero de 1939.
Muchas personas en ese momento y desde entonces mantuvieron que Arridy era inocente. Se formó un grupo conocido como Friends of Joe Arridy y en 2007 encargó la primera lápida para su tumba. También apoyaron la preparación de una petición de David A. Martinez, abogado de Denver, para un indulto estatal para limpiar el nombre de Arridy.
En 2011, Arridy recibió un indulto póstumo total e incondicional del gobernador de Colorado, Bill Ritter (72 años después de su muerte). Ritter, el exfiscal de distrito de Denver, perdonó a Arridy basándose en preguntas sobre la culpabilidad del hombre y lo que parecía ser una confesión falsa bajo coacción. Esta fue la primera vez en Colorado que el gobernador perdonó a un convicto después de la ejecución.

## Primeros años
Arridy nació en 1915 en Pueblo, Colorado, era el hijo mayor de Mary y Henry Arridy, inmigrantes recientes de Siria (entonces parte del Imperio Otomano), que buscaban trabajo; eran primos hermanos y no hablaban inglés. Henry buscó trabajo en una importante planta siderúrgica en Pueblo y se enteró de que estaba contratando trabajadores. Arridy nunca habló durante los primeros cinco años de su vida. Después de asistir un año a la escuela primaria, su director les dijo a sus padres que lo mantuvieran en casa, diciendo que no podía aprender. Después de perder su trabajo unos años más tarde, su padre recurrió a amigos para que lo ayudaran a encontrar un lugar para su hijo. Arridy ingresó a la edad de diez años en el Hogar Estatal y Escuela de Capacitación para Deficientes Mentales en Grand Junction, Colorado, donde vivió intermitentemente durante once años hasta convertirse en un adulto joven. Los examinadores en el hogar también hicieron que la familia de Arridy se sometiera a varias pruebas psicológicas y concluyeron que su madre, Mary, era "probablemente débil mental» y que su hermano menor, George, era considerado un «imbécil». Tanto en su barrio como en la escuela, a menudo era maltratado y golpeado por sus compañeros. En 1929, mientras vivía en Pueblo, Arridy fue agredido sexualmente por un grupo de muchachos adolescentes, quienes lo obligaron a practicarles sexo oral, lo que llevó a su reingreso. Dejó la escuela y se subió a los vagones de carga para salir de la ciudad, terminando a la edad de 21 años en los ferrocarriles de Cheyenne, Wyoming, a fines de agosto de 1936.

## Ataque
El 14 de agosto de 1936, dos niñas de la familia Drain fueron atacadas mientras dormían en su casa de Pueblo, Colorado. Tanto Dorothy, de 15 años, como su hermana Barbara Drain, de 12 años, fueron golpeadas por un intruso con un arma blanca, que se cree que es un hacha. Dorothy también fue violada; ella murió del ataque con hacha, mientras que Barbara sobrevivió.

## Arresto y condena
El 26 de agosto de 1936, Arridy fue arrestado por vagabundear en Cheyenne, Wyoming, luego de ser atrapado deambulando por las vías del tren. El alguacil del condado de Laramie, George Carroll, estaba al tanto de la búsqueda generalizada de sospechosos en el caso del asesinato de Drain. Cuando Arridy reveló al ser interrogado que había viajado por Pueblo en tren después de salir de Grand Junction, Colorado, Carroll comenzó a interrogarlo sobre el caso Drain. Carroll dijo que Arridy le confesó.
Cuando Carroll se puso en contacto con el jefe de policía de Pueblo, Arthur Grady, sobre Arridy, se enteró de que ya habían arrestado a un hombre considerado como el principal sospechoso: Frank Aguilar, un trabajador de la Works Progress Administration de México. Aguilar había trabajado para el padre de las chicas Drain y fue despedido poco antes del ataque. Se recuperó una cabeza de hacha de la casa de Aguilar. El alguacil Carroll afirmó que Arridy le dijo varias veces que había "estado con un hombre llamado Frank» en la escena del crimen. Aguilar luego confesó el crimen y le dijo a la policía que nunca había visto ni conocido a Arridy. Aguilar también fue declarado culpable de la violación y asesinato de Dorothy Drain y sentenciado a muerte. Fue ejecutado el 13 de agosto de 1937 en la Penitenciaría del Estado de Colorado.
Después de ser transportado a Pueblo, Arridy supuestamente volvió a confesar.
Cuando finalmente se llevó el caso a juicio, el abogado de Arridy alegó locura para salvar la vida de su cliente. Se dictaminó que Arridy estaba cuerdo, mientras que tres psiquiatras estatales reconocieron que estaba tan limitado mentalmente como para ser clasificado como «imbécil», un término médico en ese momento. Dijeron que tenía un coeficiente intelectual de 46 y la mente de un niño de seis años. Señalaron que era «incapaz de distinguir entre el bien y el mal y, por lo tanto, no podría realizar ninguna acción con intención criminal».
Arridy fue condenado, en gran parte por su falsa confesión. Los estudios realizados desde entonces han demostrado que las personas con capacidad mental limitada son más vulnerables a la coerción durante los interrogatorios y tienen una mayor frecuencia de confesiones falsas. No había pruebas físicas en su contra. Barbara Drain había testificado que Aguilar había estado presente en el ataque, pero no Arridy. Podía identificar a Aguilar porque había trabajado para su padre.

## Apelaciones
La abogada Gail L. Ireland, quien luego fue elegida y se desempeñó como Fiscal General de Colorado y Comisionada de Agua de Colorado, se involucró como abogada defensora en el caso de Arridy después de su condena y sentencia. Si bien Ireland ganó los retrasos en la ejecución de Arridy, no pudo anular su condena ni conmutar su sentencia. Señaló que Aguilar había dicho que actuó solo y que expertos médicos habían testificado sobre las limitaciones mentales de Arridy. Ireland dijo que Arridy ni siquiera podía entender lo que significaba la ejecución. «Créanme cuando les digo que si lo gasean, el estado de Colorado tardará mucho tiempo en superar la desgracia», argumentó Ireland ante la Corte Suprema de Colorado. Arridy recibió nueve aplazamientos de ejecución mientras se montaban apelaciones y peticiones en su nombre.

## Ejecución
Mientras estaba en el corredor de la muerte durante el proceso de apelación, Arridy a menudo jugaba con un tren de juguete, que le había dado el director de la prisión, Roy Best. El alcalde dijo que Arridy era «el preso más feliz del corredor de la muerte». Tanto los prisioneros como los guardias lo querían y lo trataban bien. Best se convirtió en uno de los partidarios de Arridy y se unió al esfuerzo por salvarle la vida; se decía que «cuidó a Arridy como a un hijo», y le traía regalos con regularidad. Antes de la ejecución de Arridy, dijo: «Probablemente, ni siquiera sabía que estaba a punto de morir, todo lo que hizo fue sentarse felizmente y jugar con un tren de juguete que le había dado».
Para su última comida, Arridy pidió helado. Cuando se le preguntó acerca de su ejecución inminente, mostró «desconcierto en blanco». No entendió el significado de la cámara de gas y le dijo al alcalde: «No, no, Joe no morirá». Antes de que lo llevaran a la cámara, según los informes, Arridy no había terminado su helado y pidió el resto del helado para ser refrigerado para poder comerlo más tarde, sin entender que iba a ser ejecutado pronto y no volvería. Se informó que sonrió mientras lo llevaban a la cámara de gas. Momentáneamente nervioso, se calmó cuando el alcalde lo tomó de la mano y lo tranquilizó. Los familiares de la víctima no presenciaron la ejecución. Se observó que Roy Best estuvo llorando durante la ejecución, y le suplicó a Teller Ammons, el gobernador de Colorado, que conmutara la sentencia de Arridy antes de la ejecución. Ammons se negó a conmutar la sentencia de Arridy o a perdonarlo.

## Indulto póstumo 2011
El caso de Arridy es uno de varios que recibió nueva atención frente a la investigación para garantizar interrogatorios y confesiones justas. Además, la Corte Suprema de los EE. UU. dictaminó que era inconstitucional aplicar la pena de muerte a personas condenadas con discapacidad mental. Un grupo de simpatizantes formó la organización sin fines de lucro Friends of Joe Arridy y trabajó para traer un nuevo reconocimiento a la injusticia de su caso, además de encargar una lápida para su tumba en 2007.
El abogado David A. Martínez se involucró y se basó en el libro de Robert Perske sobre el caso de Arridy, así como en otros materiales compilados por los Amigos, y en su propia investigación, para preparar una petición de indulto de 400 páginas del gobernador Bill Ritter, exfiscal de distrito en Denver. Con base en la evidencia y otras revisiones, Ritter le dio a Arridy un indulto completo e incondicional en 2011 y dijo: «Perdonar a Joe Arridy no puede deshacer este trágico evento en la historia de Colorado, sin embargo, es en interés de la justicia y la simple decencia restaurar su buen nombre».

## Legado
En junio de 2007, unos 50 seguidores de Arridy se reunieron para la dedicación de una lápida que habían encargado para su tumba en Woodpecker Hill en el cementerio Greenwood de Cañon City, cerca de la prisión estatal.

## Enlaces web
- Esta obra contiene una traducción  derivada de «Joe Arridy» de Wikipedia en inglés, publicada por sus editores bajo la Licencia de documentación libre de GNU y la Licencia Creative Commons Atribución-CompartirIgual 4.0 Internacional.

- Datos: Q6208394